# 35324 Orlandi
35324 Orlandi è un asteroide della fascia principale. Scoperto nel 1997, presenta un'orbita caratterizzata da un semiasse maggiore pari a 3,1496415 UA e da un'eccentricità di 0,2440151, inclinata di 21,40331° rispetto all'eclittica.